# Rada chorągwi
Rada chorągwi – władza uchwałodawcza chorągwi Związku Harcerstwa Polskiego – jednostki terenowej o zasięgu terytorialnym odpowiadającym najczęściej województwu.

## Skład
W skład rady chorągwi wchodzi 7–17 osób, które wybierają ze swojego grona przewodniczącego. Rada chorągwi wybierana jest przez zjazd chorągwi na 4-letnią kadencję.

## Kompetencje
Rada chorągwi:
- ocenia realizację uchwał zjazdu chorągwi i uchwał własnych,
- przyjmuje kierunki pracy chorągwi oraz ocenia ich realizację,
- ocenia realizację planu pracy chorągwi, w tym planu kształcenia,
- decyduje w sprawach członkostwa chorągwi w organizacjach lokalnych i regionalnych,
- decyduje o najważniejszych sprawach chorągwi.

Do 2013 (XXXVII Zjazd Nadzwyczajny ZHP) rada chorągwi ponadto:
- zatwierdzała budżet chorągwi i podległych jej jednostek samobilansujących, zatwierdzała sprawozdanie finansowe chorągwi za każdy rok,
- rozpatrywała sprawozdania komendy chorągwi i podległych jej jednostek samobilansujących, oceniała ich działalność i, na wniosek komisji rewizyjnej chorągwi, podejmował co roku uchwałę w sprawie absolutorium dla poszczególnych członków komendy chorągwi.

Obecnie kompetencje te należą do komisji rewizyjnej chorągwi.
W przypadku nieudzielenia absolutorium któremukolwiek z członków komendy chorągwi, rada chorągwi może podjąć decyzję o wygaśnięciu jego mandatu.
Rada chorągwi spotyka się co najmniej 3 razy w roku. Zwołuje ją przewodniczący lub osoba przez niego upoważniona. Radę chorągwi może zwołać także komisja rewizyjna chorągwi z inicjatywy własnej lub na wniosek 1/3 członków rady lub 1/3 komend hufców.
W obradach rady chorągwi z głosem doradczym uczestniczą członkowie komendy chorągwi, przedstawiciele komisji rewizyjnej chorągwi oraz sądu harcerskiego chorągwi.